# بريجنينولون
بريجنينولون هو ستيرويد داخلي المنشأ ووسيط طليعي/استقلابي في سبيل الاصطناع الحيوي لأغلب الهرمونات الستيرويدية، بما فيها البروجستيرونات والأندروجينات والإستروجينات والهرمونات القشرية السكرية والمعدنية، ويملك فعالية حيويةً خاصةً به تمنحه خصائص الستيرويدات العصبية. يُعد البريجنينولون هرمونًا طبيعيًا في الجسم، ويُستخدم أيضًا في اصطناع الأدوية والمتممات الغذائية.

## الوظيفة الحيوية
ينتمي كل من البريجنينولون ومركباته المشتقة بإضافة 3 بيتا سلفات -مثل بريجنينولون سلفات وديهيدرو إيبي أندروستيرون سلفات والبروجستيرون- إلى مجموعة الستيرويدات العصبية التي تتوافر بتراكيز عالية في بعض المناطق الدماغية حيث تُصطنع. تؤثر الهرمونات العصبية على الوظيفة المشبكية، ولها تأثير واق للأعصاب ومحرض لتشكيل الميالين. قد يعزز البريجنينولون ومشتقات إستر السلفات من وظيفة الذاكرة والإدراك، وله تأثيرات واقية من الفصام.

## الكيمياء الحيوية
يُصنع البريجنينولون من الكولسترول، ويشمل هذا التحول إضافة هيدروكسيل للسلسلة الجانبية في الموقعين سي 20 وسي 22 وشطرها، ويحتاج هذا إلى إنزيم سيتوركروم بّي 450scc الموجود ضمن المتقدرات، والذي تضبطه هرمونات النخامية الأمامية الإنمائية مثل هرمون موجه القشرة الكظرية والهرمون المنبه للجريب والهرمون الملوتن في الغدتين الكظرتين والغدد التناسلية. يعمل وسيطان على تحويل الكولسترول إلى البريجنينولون: «22R هيدروكسي كولسترول» و«20 ألفا،22R-ثنائي هيدروكسي كولسترول»، وتتحفز جميع الخطوات الثلاث بواسطة السيتوكروم بّي 450scc. تُعد الغدتان الكظريتان والغدد التناسلية والدماغ المواقع الرئيسة لإنتاج البريجنينولون، لكن أغلب المركب الدوراني يُشتق من القشر الكظري.
يُستخدم الكولسترول الموسوم شعاعيًا لقياس تحول الكولسترول إلى بريجنينولون. يمكن فصل البريجنينولون عن ركيزة الكولسترول باستخدام أعمدة هلام سيفاديكس LH-20 الصغيرة (أنابيب بوليبروبيلين قيس 0.7×4 سم).

### التوزع
البريجنينولون مركب محب للدهون يعبر الحاجز الدماغي الدموي بسهولة على عكس سلفات البريجنينولون الذي لا يملك القدرة على عبوره.

### الاستقلاب
يخضع البريجنينولون إلى استقلاب ستيرويدي إضافي بأحد السبل التالية:
- يمكن تحويل البريجنينولون إلى بروجستيرون، وتشمل الخطوات الإنزيمية الأساسية في هذا التحول شقين يتضمنان تأثير الإنزيمين «3 بيتا-هيدروكسي سترويد منزوع الهيدروجيناز» و«دلتا5-4 إيزوميراز». يحول الأخير الرابطة الثنائية من «سي 5» إلى «سي 4» على الحلقة إيه. يمثل البروجستيرون بداية سبيل دلتا4، وينتج عنه «17 ألفا هيدروكسي بروجستيرون» و«الأندروستنديون»، وهما طليعتا التستوستيرون والإسترون. يُشتق الألدوستيرون والستيرويدات القشرية أيضًا من البروجستيرون أو مشتقاته.
- يمكن تحويل البريجنينولون إلى 17 ألفا هيدروكسي بريجنينولون بواسطة إنزيم «17 ألفا هيدروكسيلاز» (سيتوكروم بّي 17A1). تشمل الخطوة التالية في هذا السبيل الاستقلابي (الذي يُطلق عليه دلتا5) تحويل بريجنينولون إلى ديهيدرو إيبي أندروستيرون (دي إتش إي إيه) عبر إنزيم «17،20 لياز» (سيتوكروم بّي 17A1). يمثل ديهيدرو إيبي أندروستيرون طليعة الأندروستنديون.
- يمكن تحويل البريجنينولون إلى أندروستادينول عبر إنزيم سينثاز 16-ene (سيتوكروم بّي 17A1).
- يمكن تحويل البريجنينولون إلى سلفات بريجنينولون عبر إنزيم ناقل ستيرويد سلفات، ويمكن عكس هذا التحول بواسطة إنزيم سلفاتاز الستيرويد.

### المستويات
فيما يلي المستويات الطبيعية للبريجنينولون الجائل في الدوران الدموي:
- الرجال: 10 إلى 200 نانوغرام/ديسيلتر.
- النساء: 10 على 230 نانوغرام/ديسيلتر.
- الأطفال: 10 إلى 48 نانوغرام/ديسيلتر.
- الذكور المراهقين: 10 إلى 50 نانوغرام/ديسيلتر.
- الإناث المراهقات: 15 إلى 84 نانوغرام/ديسيلتر.

لا تبدي مستويات البريجنينولون الوسطية اختلافًا ملحوظًا بين النساء بعد سن الضهي والرجال المعمرين (40 و39 نانوغرامًا/ديسيلتر على التوالي).
وجدت الدراسات أن مستويات البريجنينولون لا تتغير على نحو هام بعد الإخصاء الجراحي أو الدوائي للرجال، وهذا يتوافق مع إنتاج أغلب البريجنيولون من الغدتين الكظريتين، لكن وُجد أن الإخصاء الدوائي يثبط مستويات البريجنينولون جزئيًا لدى النساء قبل سن الضهي، إذ تبدي النساء المستأصلات للغدتين الكظريتين قبل الإياس نقصًا جزئيًا في مستويات البريجنينولون الجائل في الدوران.

## الكيمياء
يُعرف البريجنينولون أيضًا بالاسم الكيميائي بريج-5-إين-3 بيتا-أول-20-ون، ويتألف كما هو الحال مع باقي الستيرويدات من أربعة هيدروكربونات حلقية مترابطة. يحتوي المركب على مجموعتي كيتون وهيدروكسيل وظيفيتين وفرعي ميثيل مع رابطة ثنائية في الموقع سي 5 على حلقة الهيدروكربون ب، وهو كاره للماء مثل العديد من الهرمونات الستيرويدية، بينما يكون المشتق الكبريتي، بريجنينولون سلفات، منحلًا في الماء.
يمثل 3 بيتا ثنائي هيدروكسي بروجستيرون (بريج-4-إين-3 بيتا-ول-20-ون) مصاوغًا للبريجنينولون تُستبدل فيه الرابطة المزدوجة سي 4 بالرابطة المزدوجة سي 5.

## التاريخ
اصطنع البريجنينولون للمرة الأولى على يدي الكيميائي أدولف بوتنانت وزملائه عام 1934.